# Colombina

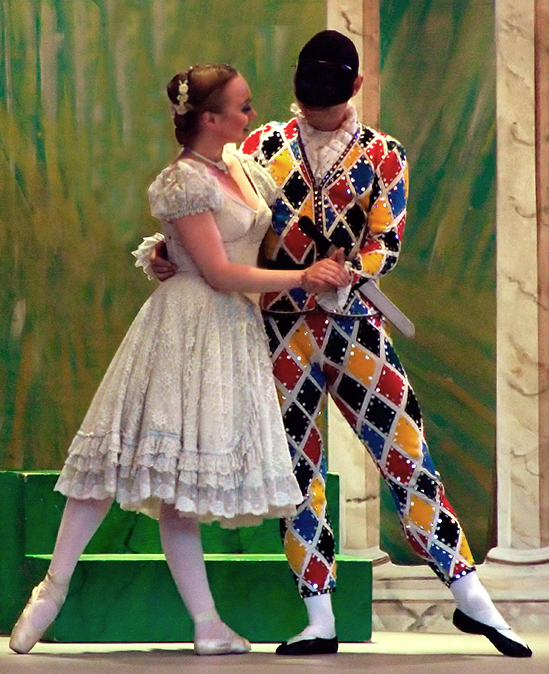
Columbina och Harlekin.

Porslinfigur gjord på 1910-talet föreställande Colombina.

Colombina (italienska: liten duva) är en kvinnlig rollfigur i det italienska improviserade lustspelet, commedia dell'arte. Hon är vanligen kammarjungfru hos Pantalones dotter, någon gång denna själv, samt är Harlekins älskarinna. Hon uppträder med svart halvmask.